# خوسيه أوغستو ديلغادو
خوسيه أوغستو ديلغادو (بالبرتغالية: José Augusto Delgado‏) هو قاضي برازيلي، ولد في 7 يونيو 1938 في ساو خوسيه دو كامبيستر ‏ في البرازيل.